# Вја Сан Мауро (Равена)
Вја Сан Мауро је насеље у Италији у округу Равена, региону Емилија-Ромања.
Према процени из 2011. у насељу је живело 28 становника. Насеље се налази на надморској висини од 23 м.